# الإقليم الكشفي الأوروبي
الإقليم الكشفي الأوروبي هو المكتب الشعبي للمكتب الكشفي العالمي للمنظمة العالمية للحركة الكشفية، ومقره في جنيف، سويسرا، مع مكتب فرعي في بروكسل، بلجيكا، يركز أكثر على العلاقات الخارجية والشراكات؛ ومع بعض موظفي مكتب العمل من المنزل.

## روابط خارجية
- الإقليم الكشفي الأوروبي
- الكشافة البحرية الأوروبية